# Ilorgani
Ilorgani (en georgiano: ილორგანი) o Elorgan (en abjasio: Елырган) es una aldea que pertenece a la parcialmente reconocida República de Abjasia, dentro del distrito de Ochamchire, aunque de iure es parte del municipio de Ochmachire de la República Autónoma de Abjasia de Georgia.

## Geografía
Ilorgani se encuentra a orillas del río Galizdga, a 6 km de Ochamchire. La aldea se administra desde el pueblo de Ilori. 